# Edoardo Porro
Eduardo Porro (1842–1902) foi um obstetra italiano. Ele nasceu em Pádua e fez o seu doutoramento em 1865 na Universidade de Pavia, onde, após passar vários anos como assistente no Ospedale Maggiore de Milão, tornou-se professor de obstetrícia (1875). De 1885 a 1892, ele ocupou uma cadeira semelhante. Porro melhorou a chamada operação Cæsarean pela excisão do útero e anexos, descrita em Della amputazione utero-ovarica come complemento di taglio cesareo (1876), o mais conhecido dos seus escritos. Em 1891, ele foi nomeado Senador do Reino pelo Rei Humberto I.